# 2. пролетерска дивизија НОВЈ
Друга пролетерска ударна дивизија била је дивизија Народноослободилачке војске Југославије, формирана 1. новембра 1942. у Тичеву, код Босанског Грахова, наредбом Врховног штаба НОВ и ПОЈ од Друге пролетерске ударне бригаде, Четврте пролетерске црногорcке ударне бригаде и Друге далматинске ударне бригаде. Приликом формирања имала је око 3.280 бораца. Први командант дивизије био је Пеко Дапчевић, а политички комесар Митар Бакић.
Дивизија је у току рата често мењала састав. Друга пролетерска бригада у периоду септембар—децембар 1944. налазила у саставу 21. српске дивизије, а Четврта пролетерска бригада се у периоду септембар 1943—јануар 1944. налазила у саставу Треће ударне дивизије. Септембра 1943. у састав Дивизије привремено је ушла Трећа пролетерска санџачка бригада, а Друга далматинска бригада изашла је из састава Дивизије јануара 1944. године. У саставу Дивизије биле су још и Трећа српска пролетерска бригада, од фебруара 1944; Шеста српска бригада, од новембра 1944. (расформирана марта 1945) и Артиљеријска бригада од марта 1945. године.
Крајем 1944. Дивизија је имала 9.886, а фебруара 1945. године 10.142 борца. Дивизија се до 10. септембра 1943. налазила под непосредном командом Врховног команданта НОВ и ПОЈ, потом у саставу Другог ударног корпуса, Ударне групе дивизија и Оперативне групе дивизија, од септембра до децембра 1944. била је под командом Главног штаба НОВ и ПО Србије и од јануара 1945. у саставу Прве армије Југословенске армије. Сматрала се једном од елитних јединица НОВЈ.

## Борбени пут Друге пролетерске дивизије
Након формирања дивизија као целина предузела је током децембра 1942. успешан напад на усташке гарнизоне Ливно и Дувно. У јануару 1943. године нападала је италијанско-четничке снаге на простору Босанско Грахово-Книн, а у фебруару ликвидирала је усташки гарнизон у Имотском.
Током битке на Неретви у офанзиви у долину Неретве представљала је десну нападну колону, учествовала је у противудару код Горњег Вакуфа и у разбијању четника код Невесиња и Калиновика.
Током битке на Сутјесци учествовала је у жестоким борбама за мостобран у долини Сутјеске и приликом пробоја обруча на Зеленгори и на комуникацији Фоча-Калиновик.
Од 1. септембра 1943. године била је у Другом ударном корпусу НОВЈ. Почетком децембра 1943. године претрпела је пораз од немачке Прве брдске дивизије током операције „Кугелблиц“, због којег је смењен Штаб дивизије на челу с командантом Љубодрагом Ђурићем. За новог команданта постављен је Љубо Вучковић, народни херој.
Од марта до маја 1944. године учествовала је у наступању кроз Србију, а затим у борбама против Немаца, четника и муслиманске муслиманске легије „Кремплер“ у Санџаку. Друга далматинска пролетерска ударна бригада изашла је из састава дивизије 27. јануара 1944. године. У саставу дивизије налазиле су се затим Трећа српска бригада од 10. фебруара 1944, Шеста српска бригада од 16. новембра 1944. и Артиљеријска бригада од 15. марта 1945. године. Друга пролетерска ударна бригада је од септембра до децембра 1944. била у саставу 21. српске дивизије, а затим поново у Другој дивизији.
Од почетка августа 1944. Друга пролетерска дивизија борила се под непосредном командом Главног штаба НОВ и ПО Србије у долини Западне Мораве, а од јануара до априла 1945. године учествовала је у борбама на Сремском фронту. Крајем децембра 1944. у њеном саставу било је 9.886 бораца.
Све три бригаде које су при оснивању Друге пролетерска дивизија биле у њеном саставу, проглашене су за пролетерске и одликоване Орденом народног хероја.

## Командни састав дивизије
- Команданти дивизије:
  - Пеко Дапчевић — од формирања дивизије до септембра 1943.
  - Љубодраг Ђурић — од септембра до децембра 1943.
  - Љубо Вучковић — од децембра 1943. до септембра 1944.
  - Средоје Урошевић — од септембра 1944. до краја рата
- Политички комесари дивизије:
  - Митар Бакић — од формирања дивизије до септембра 1943.
  - Слободан Пенезић Крцун — од септембра до децембра 1943.
  - Милосав Милосављевић — од децембра 1943. до јула 1944.
  - Милинко Ђуровић — од јула до децембра 1944.
  - Милија Станишић — од децембра 1944. до краја рата
- Начелници Штаба дивизије:
  - Јован Вукотић — до јула 1943.
  - Стојадин Солдатовић — од септембра до децембра 1943.
  - Саво Дрљевић — од децембра 1943. до јула 1944.
  - Никола Љубичић — од јула до августа 1944.